# 桃林县
桃林县，中国古县名。
隋朝开皇十六年（596年）置，治所在今河南省灵宝市北老城。先后属豫州、河南郡。唐朝天宝元年（742年）改名灵宝县。